# Ігнацій Кордиш
Ігнацій Кордиш (пол. Ignacy Kordysz) власного гербу - брацлавський земський писар у 1773 році, брацлавський єгер у 1772 році, брацлавський армійський офіцер у 1769 році.
Депутат і суддя сейму 1776 року від Брацлавського воєводства. Депутат від Брацлава до сейму 1780 року, обраний суддею сейму.